# Jamwon (metropolitana di Seul)
Jamwon (잠원역 - 蠶院驛, Jamwon-yeok) è una stazione della metropolitana di Seul servita dalla linea 3 della metropolitana di Seul. Si trova nel quartiere di Seocho-gu.

## Linee
Seoul Metro
● Linea 3

## Struttura
La fermata della linea 3 è costituita da due marciapiedi laterali con due binari passanti protetti da porte di banchina.
| Direzione Daehwa | ● Linea 3 | per Jongno 3-ga, Gyeongbokgung, Yeonsinnae, Gupabal, Daegok e Daehwa |
| Direzione Ogeum  | ● Linea 3 | per Gosok-Terminal, Yangjae, Suseo e Ogeum                           |

## Stazioni adiacenti
| «       | Servizio | »                    |
| Linea 3 | Linea 3  | Linea 3              |
| ------- | -------- | -------------------- |
| Sinsa   | -        | Express Bus Terminal |